# Ad kalendas græcas
Ad kalendas græcas é uma expressão latina que indica algo que jamais ocorrerá, um evento que nunca acontecerá pois as calendas eram inexistentes no calendário grego.
Em português utiliza-se esta expressão já traduzida: "isto vai ficar para as calendas gregas".
O termo técnico para tais expressões é "adínato", do grego ἀδύνατον (adunaton), "incapaz, impossível" (a-, "sem" + dynasthai, "possibilidade").

## Origem e significado
As calendas eram o primeiro dia do mês romano, quando as pessoas habitualmente realizavam seus pagamentos. Havia, ainda, os idus (idos, em português, significando "meados") e nonas (originalmente dias em que a lua estava na metade de sua fase crescente). Como as "kalendae" não existiam no calendário grego, referir-se às "calendas gregas" é uma forma de dizer "nunca".
A expressão "ad kalendas graecas soluturos" ("aqueles que pretendem pagar nas calendas gregas") é atribuída por Suetônio, em Vida dos Césares, ao imperador Augusto, que a teria usado frequentemente para indicar aqueles que não pretendiam pagar suas dívidas.

## Equivalentes
Outras expressões possuem significado similar:
- Dia de São Nunca
- Para 30 de fevereiro
- Quando às galinhas nascerem dentes
- Quando a vaca tossir
- Quando os porcos criarem asas
- Quando chover canivete